# William Desmond Taylor
William Desmond Taylor (Condado de Carlow, 26 de abril de 1872 – Los Angeles, 1 de fevereiro de 1922) foi um ator e diretor norte-americano nascido na Irlanda. Dirigiu 59 filmes mudos entre 1914 e 1922 e atuou em 27 entre 1913 e 1915. Sua carreira no cinema mudo tornou uma figura popular na indústria emergente de Hollywood na década de 1910 e início de 1920.
O assassinato de Taylor em 1 de fevereiro de 1922, junto a outros escândalos de Hollywood da época, como o julgamento de Roscoe Arbuckle, levaram a uma onda de notícias sensacionalistas e frequentemente falsas. Seu assassinato continua um caso não resolvido oficialmente.

## Biografia
William nasceu no Condado de Carlow, na Irlanda, em 1872. Era um dos cinco filhos do casal Jane O'Brien e do major do Exército Britânico Kearns Deane-Tanner. De 1885 a 1887, William estudou no Marlborough College, na Inglaterra.
Em 1890, ele deixou seu país para ir morar no Kansas. Havia na época um costume na Irlanda e na Inglaterra de enviar seus filhos aos Estados Unidos para serem criados como fazendeiros. É muito provável que tenha sido no Kansas que William teve seu primeiro contato com o mundo do cinema, através da escola e eventualmente ele se mudou para Nova Iorque.
Em Nova Iorque, ele conheceu e começou a namorar a atriz Ethel May Hamilton, que estrelou no musical Florodora sob o nome de Ethel May Harrison. Seu pai era dono de uma loja de antiguidades na Quinta Avenida e empregador de William. O casal se casou em uma cerimonia religiosa em 7 de dezembro de 1901. A filha do casal, Ethel Daisy, nasceu entre 1902 e 1903.
William era membro de um yacht club, bastante conhecido pelos seus inúmeros casos com outras mulheres. Circulava por vários bares e associações, era mulherengo, bebia muito e, possivelmente, era depressivo. Em 23 de outubro de 1908, ele desapareceu, deixando a esposa e a filha. Seus amigos disseram que ele já sofrera de "lapsos mentais" antes. Sua esposa conseguiu o divórcio em 1912.
Pouco se sabe sobre sua vida nos seguintes ao desaparecimento. Sabe-se que ele viajou pelo Canadá, Alasca, sul dos Estados Unidos, tendo trabalhado em trupes artísticas. Em algum momento, ele trocou a carreira de ator pela carreira de cineasta. Chegou em San Francisco em 1912, onde mudou seu nome para William Desmond Taylor. Alguns amigos da época de Nova Iorque lhe emprestaram dinheiro para que pudesse se estabelecer na cidade.

## Hollywood
Chegou a trabalhar como ator, em 1913, mas dirigiu seu primeiro filme em 1914, onde também atuou. Noss ano seguintes dirigiria mais de 50 filmes. Entre 1914 e 1919, William conheceu a atriz Neva Gerber, com quem trabalhou nos sets de The Awakening. Com o fim da Primeira Guerra Mundial se aproximando, William se alistou aos 46 anos nas Forças Expedicionárias Canadenses como recruta e depois de um treinamento de quatro meses e meio viajou para Halifax onde ajudou a transportar mais de 500 soldados canadenses.
Voltando do serviço militar, William trabalhou com algumas das mais importantes estrelas do cinema mudo da época como Mary Pickford, Wallace Reid, Dustin Farnum e Mary Miles Minter, sua protegida, que estrelou em 1919 uma versão de Anne of Green Gables. Por volta dessa época, sua ex-esposa e filha sabiam que ele vinha trabalhando em Hollywood. Em 1918, enquanto assistiam ao filme Captain Alvarez, elas o viram atuando. Ethel Daisy escreveu para o pai, enviando a carta para o estúdio e em 1921 ele visitou as duas em Nova Iorque, onde tornou a filha sua herdeira legal.

## Assassinato
Por volta das 7 horas da manhã de quinta-feira, 2 de fevereiro de 1922, o corpo de William foi encontrado dentro de sua casa, em Westlake, Los Angeles, bairro nobre e influente da cidade. Uma aglomeração se reuniu do lado de fora e alguém que se identificou como médico deu um passo à frente, fazendo um exame superficial no corpo, atestando que William tinha morrido de uma hemorragia no estômago.
O médico nunca mais foi visto novamente, talvez por vergonha, já que dúvidas de seu diagnóstico começaram a surgir logo em seguida, assim que o corpo foi examinado por peritos, que atestaram que o diretor de cinema de 49 anos tinha sido baleado pelas costas com o que parecia ser uma bala de pequeno calibre, não encontrada na cena.

## Filmografia selecionada
Taylor dirigiu mais de 60 filmes. O notável entre estes incluem:
- The Diamond From the Sky (1915)
- The Heart of Paula (1916; co-dirigiu com Julia Crawford Ivers)
- Davy Crockett (1916)
- Tom Sawyer (1917)
- Mile-a-Minute Kendall (1918)
- How Could You, Jean? (1918) com Mary Pickford
- Anne of Green Gables (1919) com Mary Miles Minter
- Huckleberry Finn (1920)
- Judy of Rogue's Harbor (1920)